# Le Poucet (affluent de l'Arc)
Le Poucet est une rivière s'écoulant en France dans la vallée alpine de la Maurienne, dans le département de la Savoie en région Auvergne-Rhône-Alpes.
C'est un affluent droit de l'Arc, donc un sous-affluent de l'Isère.

## Hydronymie
Le nom actuel du torrent est le Poucet, on trouve également la forme Poucet-Arc (selon le Contrat de Bassin de l'Arc 2020-2022).
L'ancien usage était le Pousset. Ce dernier est également le nom d'un hameau de la commune d'Orelle, le Pousset devenu récemment le Poucet, qu'il traverse. Selon Adolphe Gros, ce toponyme proviendrait d'un nom d'homme.

## Géographie
Le Poucet prend sa source au pied du mont Bréquin et du crêt Fénère à Orelle, avec les ruisseaux affluent de Genevret et de l'Arpont, dévale les pentes adret de la commune d'Orelle pour finalement se jeter dans l'Arc entre Orelle et Saint-Michel-de-Maurienne.
Après le torrent du Bonrieu, c'est le plus important cours d'eau de la commune d'Orelle. Il est notamment surveillé en raison de ses crues imposantes.

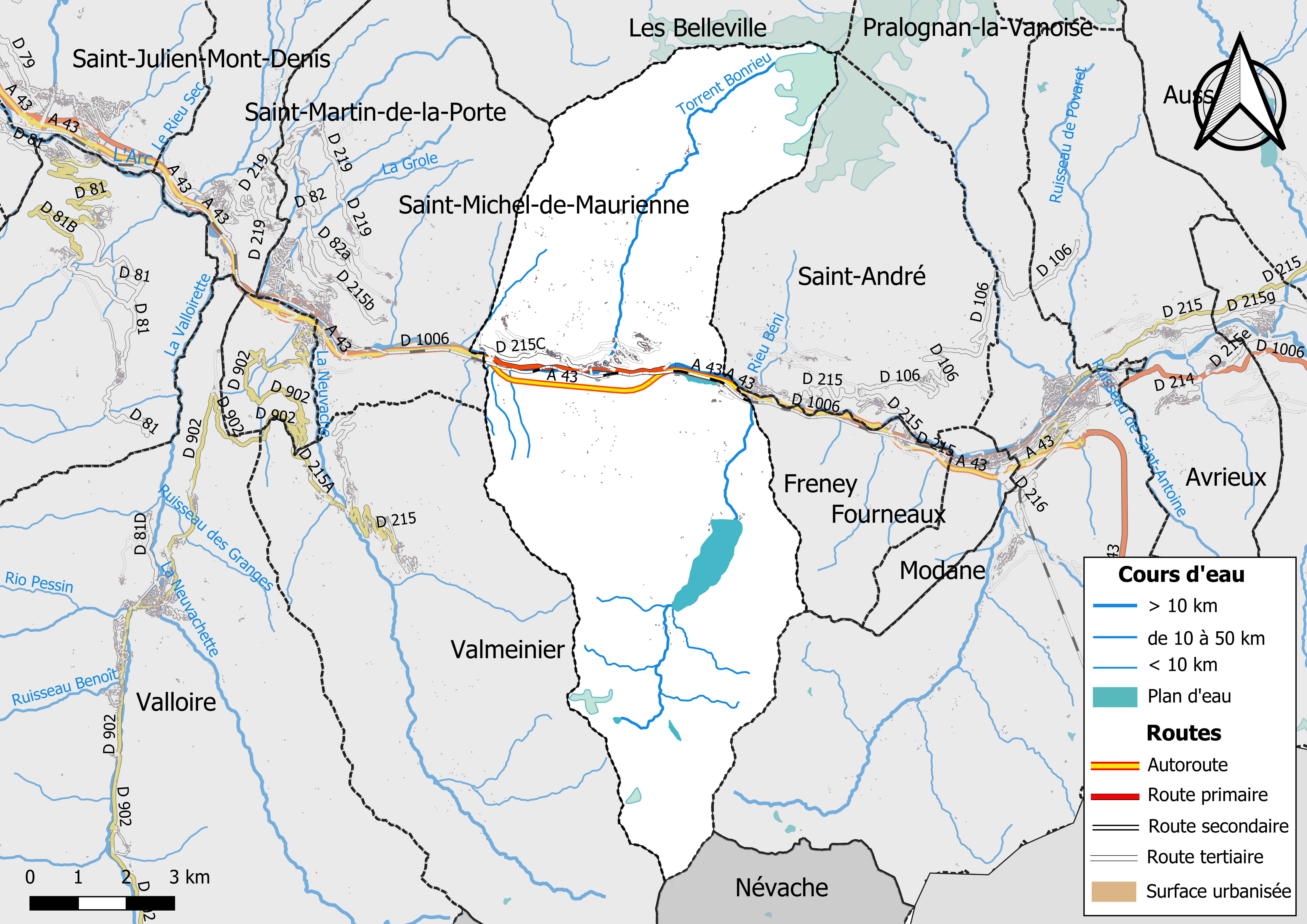
Vue du torrent à l'extrême ouest de la commune d'Orelle.